# Linosiphon galii
Linosiphon galii är en insektsart. Linosiphon galii ingår i släktet Linosiphon och familjen långrörsbladlöss. Inga underarter finns listade i Catalogue of Life.